# Вулиця Архітектора Дольніка

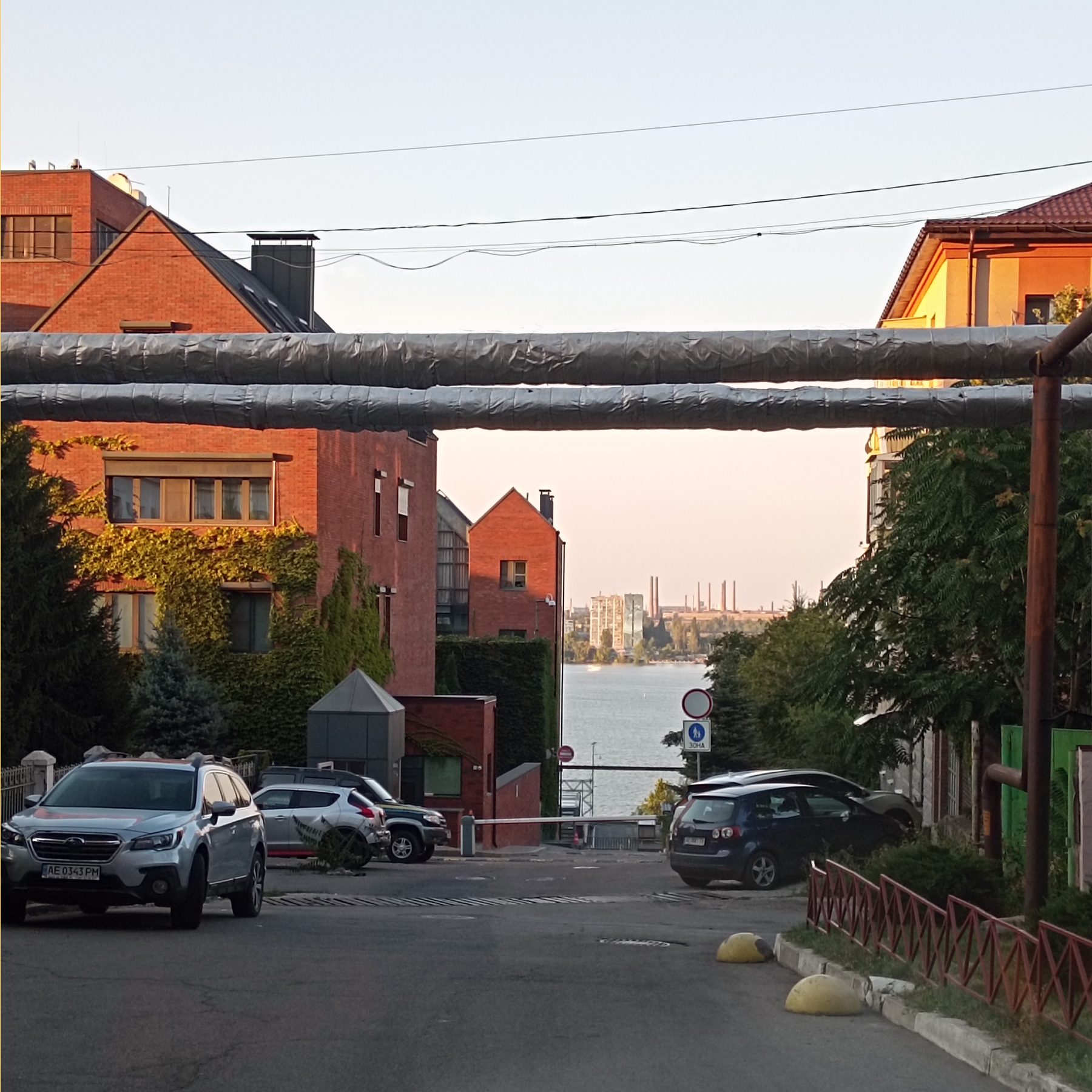

Вулиця Архітектора До́льніка — вулиця у Соборному районі міста Дніпро на Горі. Розташована на північній стороні верхнього плато Соборної гори.
Вулиця Дольніка починається від вулиці Вернадського та спускається на північ у сторону Дніпра у місцевість Каміння й впирається у житловий комплекс «Амстердам». Вулиця двічі проходить під арками жилого будинку вулиця Вернадського, 35. Перед ЖК «Амстердам» вулиця стає приватною, зі шлагбауманом й КПП для пересічних містян, що не мешкають у ЖК. У минулому, до будівництва «Амстердаму» вулиця доходила до Кам'яної вулиці. Теперішня довжина вулиці — 300 метрів.

## Історія
Північна сторона Новошляхетної вулиця (тепер вулиця Вернадського) від № 29 до Потемкинського саду (тепер парк Шевченка) належала одній з головних шляхетських родин Катеринославської губернії — Струковим. Струківський палац (тепер є дитячим садком № 141) має сучасну адерсу вулиця Вернадського, 33. У 1890-их Струкови провели Нову вулицю униз до Каміннів
Ймовірно, разом з масових перейменуванням більшовиками вулиць міста 1923 року Нова вулиця отримала назву вулиця Шаумяна на честь одного з 26 Бакинських комісарів Степана Шаумяна (1878—1918).
Ймовірно за німецько-радянської війни було зруйновано 3-поверховий дохідний «будинок Колеснікова» на 6 квартир. Побудований був 1900 року. Після війни на його місці розташовувалося подвір'я парку Шевченка, а у 1970-х роках тут було створено новий видовий майданчик.
2016 року вулицю перейменовано на сучасну назву на честь видатного сучасного дніпровського архітектора Олександра Теодоровича Дольника (1954—2013).

## Перехресні вулиці
- вулиця Вернадського,
- (Кам'яна вулиця).

## Будівлі
- № 9 — Дитячий садок № 326 «Теремок»;
- № 10 — ЖК «Бельведер»;
- № 15 — Житловий комплекс «Амстердам».
- № 20 — зруйнований 3-поверховий будинок Колеснікова.[3]